# Кокорін Сергій Олександрович
Сергій Олександрович Кокорін (рос. Сергей Александрович Кокорин; нар. 21 березня 1957) — радянський та російський футболіст, нападник та півзахисник, тренер. Майстер спорту СРСР.

## Життєпис
Вихованець ДЮСШ «Селенга» (Улан-Уде), перший тренер — І. В. Яньков. Усю кар'єру провів у клубі «Селенга» / «Локомотив» (Улан-Уде), у 1975—1993, 1995 роках у першій, другій та другій нижчих лігах першості СРСР та Росії провів понад чотириста матчів, забив понад 80 м'ячів. 1994 року грав за аматорський клуб «Імпульс» (Улан-Уде). У 1996-1997, 2000 роках — тренер «Селенги». Надалі тренер дитячих та юнацьких команд.
1980 року закінчив Бурятський державний педагогічний інститут імені Доржі Банзарова за спеціальністю «Фізичне виховання», кваліфікація «викладач фізичного виховання середньої школи».